# Bestla (måne)
Bestla  är en av Saturnus månar. Den upptäcktes av Scott S. Sheppard, David C. Jewitt, Jan Kleyna och Brian G. Marsden 2005, och gavs den tillfälliga beteckningen S/2004 S 18. Den heter också Saturn XXXIX.
Bestla är ca 7 kilometer i diameter och har ett genomsnittligt avstånd på 19 650 000 kilometer från Saturnus. Den har en lutning av 147° till ekliptikan (151° Saturnus ekvator) i en retrograd riktning och med en excentricitet på 0,5176.
Månen namngavs i april 2007 efter en jätte, som var moder till Oden i nordisk mytologi.